# パリスの審判 (ボッティチェッリ)
『パリスの審判』（パリスのしんぱん、伊: Giudizio di Paride, 英: Judgement of Paris）は、盛期ルネサンスのイタリアの巨匠サンドロ・ボッティチェッリと工房が1485年から1488年頃に制作した絵画である。テンペラ画。ギリシア神話の有名なエピソードであるパリスの審判を主題としている。婚礼用の長櫃カッソーネあるいはスパッリエーラとして制作されたと考えられている。長らく専門書で取り上げられなかったため、一般的にはほとんど知られていなかったが、近年は展覧会で展示されることが増えている。現在はヴェネツィアのチーニ宮殿美術館に所蔵されている。

## 主題
ギリシア神話によると、ペレウスとテティスは結婚式の際に不和の女神エリスだけを招かなかった。エリスはこれを怒り、「最も美しい者へ」と刻んだ黄金の林檎を結婚の宴の中に投げ入れた。すると3人の女神ヘラ、アテナ、アプロディテがこれをめぐって争い、自分にこそふさわしいと主張して譲らなかった。そのためゼウスはイデ山で羊飼いとして育てられたトロイア王子パリスに裁定をゆだねた。女神たちはヘルメスに案内されてパリスを訪れると、それぞれ異なる報酬と引き換えに黄金の林檎を自分に与えるよう要求した。そこでパリスは絶世の美女を与えると約束したアプロディテに林檎を与えた。この判定によってパリスはスパルタ王の妻ヘレネをさらってトロイアに帰還し、トロイア戦争の原因を作ることとなった。

## 作品

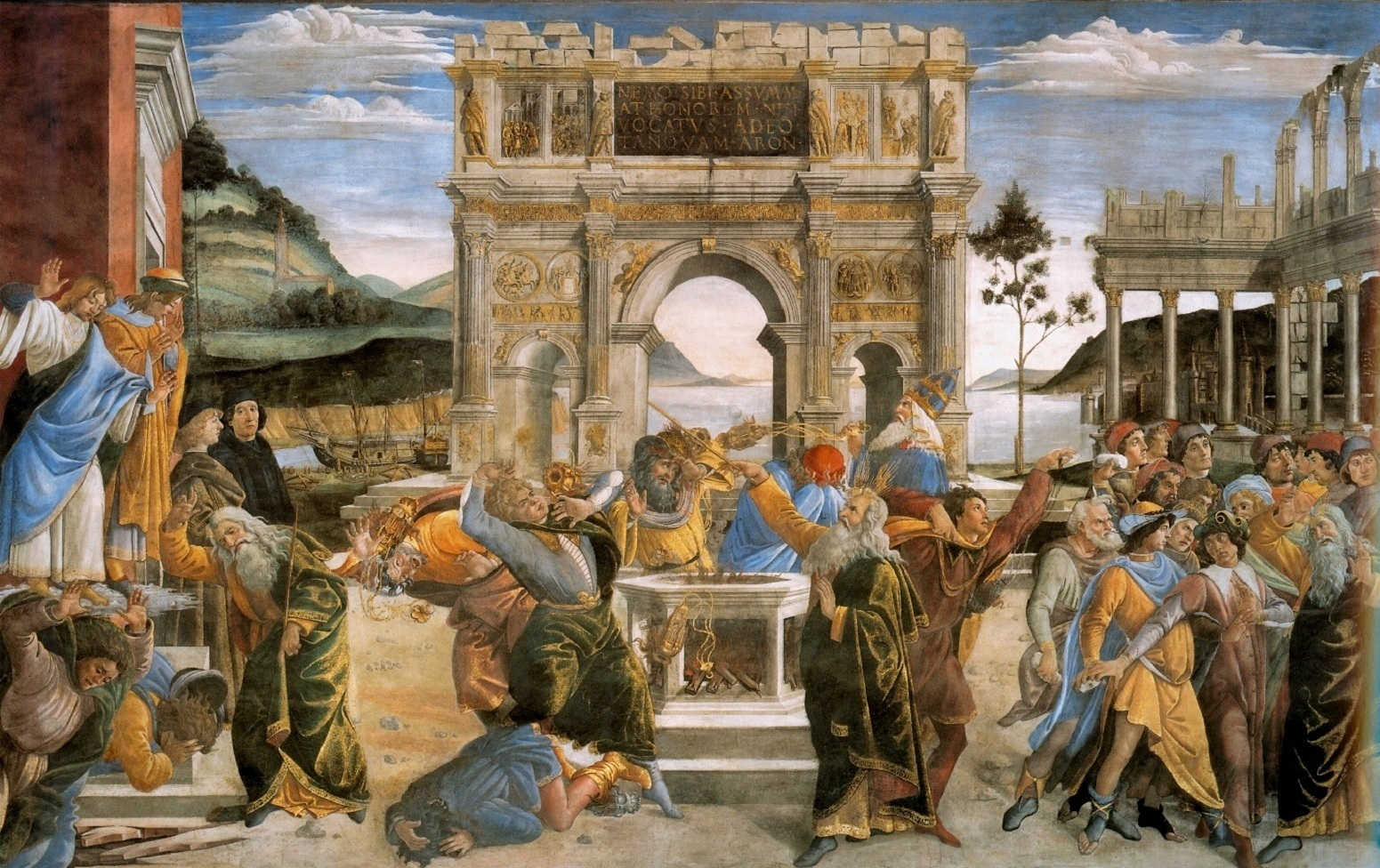
ボッティチェッリがシスティーナ礼拝堂に描いた壁画『反逆者たちの懲罰』。画面左の背景に本作品と同じく造船のモチーフが描かれている。

ボッティチェッリはトロイア王子パリスが美の審判を下す瞬間を描いている。牧人の姿をしたパリスは背後に生える木の枝に荷物をかけて、岩に腰を下ろし、右手に持った黄金の林檎を一番近くにいる白い衣服の女神に手渡そうとしている。パリスと3人の女神たちは横長の画面の中央部分に配置されている。同主題の絵画では女神たちは裸で描かれることが多いが、ここでは古典的な衣装をまとった姿で表されている。女神たちはいずれもアトリビュートを欠いているため、どの女性像が三女神うち誰であるか判然としない。しかし画面の中央の女性像だけは黄金の林檎を受け取ろうとしているため、アプロディテであると分かる。黄金の林檎にはラテン語で「最も美しい者に贈られるべし」（PULCHRI ORI DETUR）という文字が刻み込まれている。パリスの後方、画面右側には彼が世話をしている家畜たちが集まっている。背景には海岸の風景が広がり、画面左には細い川が流れ、複数の建造途中ないし整備中の帆船が見える。同様の造船の場面はボッティチェッリがシスティーナ礼拝堂に描いた壁画の1つ『反逆者たちの懲罰』（La Punizione dei ribelli）の画面左の背景にも描かれている。画面両端の遠方の海岸にはそれぞれ都市の風景が見えるが、特に左側にはローマ皇帝ディオクレティアヌスが建設した公衆浴場、コロッセオ、パンテオン、マルクス・アウレリウスの記念柱、ミリツィエの塔、コンティの塔といった古代および中世ローマの建築物が描かれている。

### 帰属

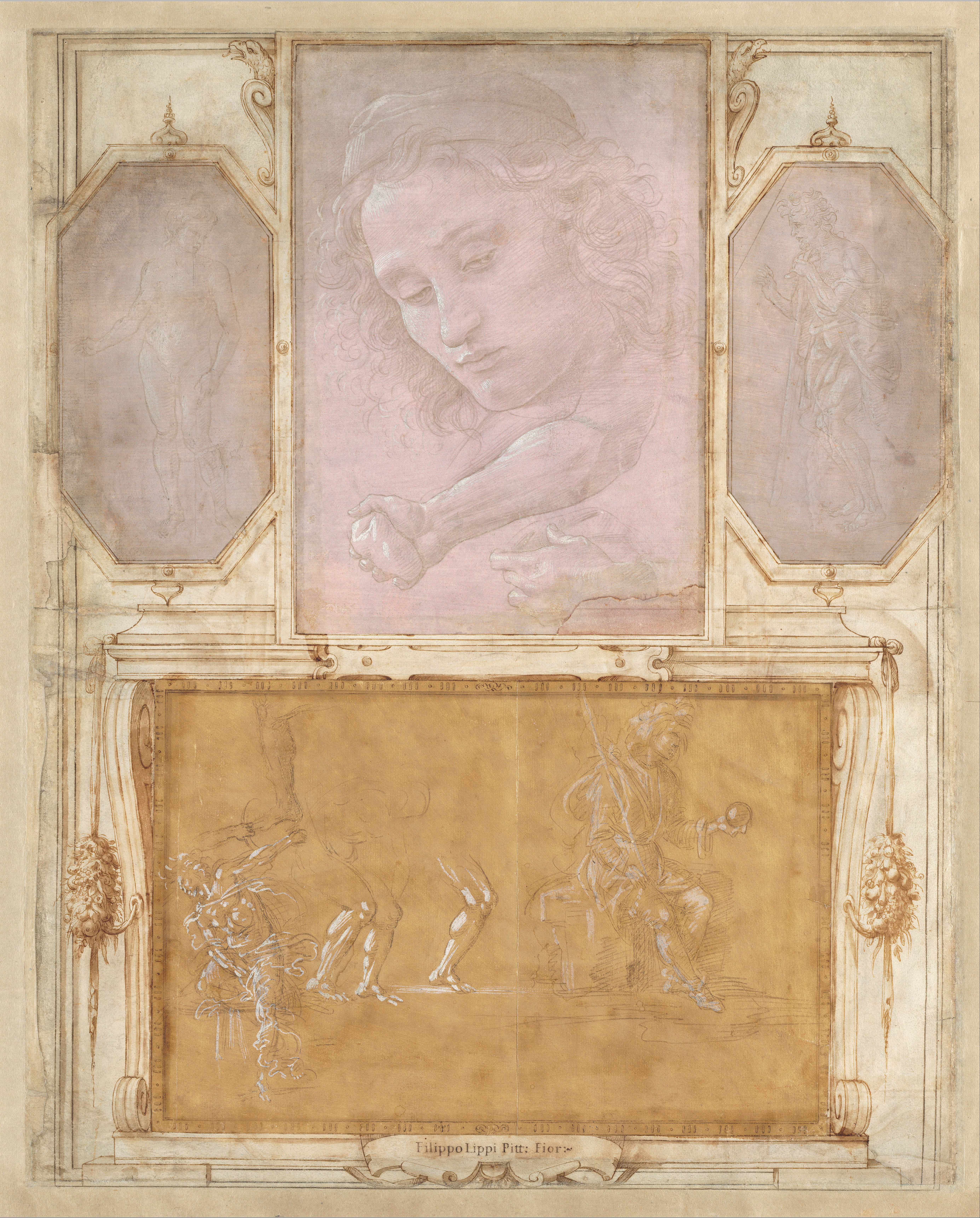
フィリッピーノ・リッピの素描。ナショナル・ギャラリー・オブ・アート所蔵。

帰属については、リーチャ・ラッギアンティ・コッロービ（Licia Ragghianti Collobi）が1949年にフィレンツェで開催されたロレンツォ・デ・メディチ生誕500周年を記念する展覧会の作品解説の中で初めてボッティチェッリの工房作に帰属した。現在ではボッティチェッリと工房によって制作されたとする見解でほぼ一致している。フェデリコ・ゼーリとマウロ・ナターレ（Mauro Natale）によると、本作品の構想自体はボッティチェッリによるものであり、実際の制作の大部分を工房の助手が行っているが、パリスの顔や3人の女神たちなどの重要な個所は品質の高さが認められ、ボッティチェッリが仕上げを行ったと考えられる。唯一の例外はフランチェスコ・ヴァルカノーヴァ（Francesco Valcanover）で、1963年にボッティチェッリの真筆画としている。
一方で、フェデリコ・ゼーリとマウロ・ナターレは、フィリッピーノ・リッピが本作品のパリス像をほとんど左右反転させた図像を素描として残していることを指摘し、現在では所在不明となってしまった同主題のボッティチェッリの真筆画がかつて存在しており、そこから本作品やフィリッピーノ・リッピの素描が派生したのではないかと考えている。

### 制作年代
制作年代は『反逆者たちの懲罰』と同じモチーフが使用されていることから、システィーナ礼拝堂の装飾事業以降、1485年から1490年までの間とするリーチャ・ラッギアンティ・コッロービの見解がほぼ受け入れられている。

## 来歴
1942年にジョルジョ・チーニ財団の創設者である実業家・政治家・慈善家のヴィットーリオ・チーニによって購入された。1984年にチーニ宮殿美術館が開館した際に収蔵された。